# Pedro Arraya
El coronel Pedro Arraya nació en Mojo, Tupiza, provincia de Sud Chichas, en 1787, siendo sus padres hacendados de estirpe criolla hispana entre Mojo y Cinti dedicados en algún tiempo al postillonaje de caravanas y carga.
Indudablemente recibió esmerada educación en tierras lejanas, retornando al solar justo en el auge de la insurgencia emancipadora. Emparentado con revolucionarios como Camargo, Antonio Arraya, este último que fuera protagonista del 25 de mayo de 1809 en Chuquisaca, el joven Pedro Arraya lideró a cien jinetes alistados al combate a la hora suprema que las fuerzas patricias se veían diezmadas.
Eso fue el 7 de noviembre de 1810 en la batalla de Suipacha, donde el noble cadete bautizó la carrera militar, a partir de la cual no cesó en mostrar su aguda percepción estratégica y sus grandes dotes de jinete de guerra.
Más tarde consolidaría el Batallón de los Húsares de Chichas se incorporó al Ejército Auxiliar Patricio llegando hasta Potosí, Huaqui, Desaguadero y Cochabamba. Tras las primeras campañas se separó de estas para unirse a las fuerzas unidas del Sud, al lado de José Pérez de Urdininea y Pérez de Uriondo.
Su perspicacia militar lo llevó a estar al lado de Manuel Belgrano, Simón Bolívar, Eustoquio Díaz Vélez, La Madrid. Eustaquio Méndez, Sánchez y Bellot; tanto que Belgrano había encomendado en la segunda campaña la Comandancia del Ejército Auxiliar junto a Araóz de La Madrid; Bolívar mismo le honró con el ascenso a coronel de su Batallón de Granaderos por la hazaña de Chayanta del 14 de mayo de 1825 en la que Pedro Arraya aniquiló totalmente una feroz represalia española consiguiendo que Olañeta fugue de Potosí. Por esta acción el Ejército Libertador llegó a Chuquisaca sin contratiempos.
Pedro Arraya desde el comienzo de su vida militar estuvo a cargo de sus propias fuerzas, primero los Húsares de Chichas, (7 de noviembre de 1810), luego con los Dragones Americanos del que se desgajó con el Escuadrón Santa Victoria. Entró como soldado bisoño, ascendiendo a alférez, ayudante de campo, mayor, capitán, teniente coronel y coronel; después de su vida militar fue juez de letras de Talina con asiento mayor en Santiago de Cotagaita (1833 - 1834), antes fue comandante y Gobierno de Mojos (Mojo?), seguidamente el Gobierno argentino le designó como comandante general de La Quiaca (1834 -1835).
El estado de anarquía que siguió a la fundación de la República, envolvió al coronel Pedro Arraya en intrigas y beligerancias, que acabaron por sucumbir el lugar y la vida misma del Héroe Chicheño; Antonio Suárez, Juez de letras con asiento en Tupiza, hizo muchas denuncias contra el gobierno de Mojo logrando su destitución. Ya alejado de la vida militar y entregado a sus tareas rurales, ocurrió que un día estando de paso por Mojo protagonizó un hecho fortuito en una reyerta callejera eliminando al militar Fernando Aramayo, por cuyo hecho tuvo que huir a La Quiaca, al otro lado del país. La animadversión de Brown por este militar sureño que no estaba de acuerdo con los planes anexionista del mariscal Santa Cruz, dieron cauce al despotismo confederativo para determinar su asesinato a mansalva.
Por ello no se inmutaron en violar la frontera para ir en busca del patriota, allá en su casa de Matancillas, antes territorio argentino. No lo encontraron propiamente en su domicilio sino en la casa de la viuda Juana Burgos. Malherido y en manos de los milicianos a cargo del sargento José Manuel Pizarro, fue fusilado al amanecer del 24 de junio de 1836 en el lugar denominado Veladero cerca de Suipacha.
Paradójicamente Pedro Arraya en este lugar dio su primer grito de victoria y expiró su último aliento en nombre de la patria. Dejó una esposa y dos hijas: Asunción y Justa; la primera tuvo dos hijos y luego se casó con el coronel Segundo Gámez, patriota Chicheño de Iruya, Yanacocha y el Pacífico. El coronel Arraya tuvo dos hermanas que vivieron con él en los últimos años; sus bienes de La Quiaca, Villazón y Nazareno fueron repartidos a sus herederos. Años más tarde un hijo de Asunción Arraya, Don Francisco Arraya, marcaría otro hito histórico en las tierras de Chichas como Subprefecto de la Provincia. 